# Noctua sagittifer
Noctua sagittifer là một loài bướm đêm trong họ Noctuidae.